# Bjambadschawyn Enchbaatar
Bjambadschawyn Enchbaatar (mongolisch Бямбажавын Энхбаатар, englisch Byambajavyn Enkhbaatar; * 18. Dezember 1950) ist ein ehemaliger mongolischer Leichtathlet, der sich auf den Sprint spezialisiert hatte.

## Sportliche Laufbahn
Er nahm an den Olympischen Sommerspielen 1972 in München teil. Im 100-Meter-Lauf schied er im Vorlauf aus.